# Myripristis greenfieldi
Myripristis greenfieldi är en fiskart som beskrevs av Randall och Yamakawa, 1996. Myripristis greenfieldi ingår i släktet Myripristis och familjen Holocentridae. Inga underarter finns listade i Catalogue of Life.